# Picatinny lišta

Rozměry a tvar lišt Picatinny rail (řez) ;rozměry v palcích

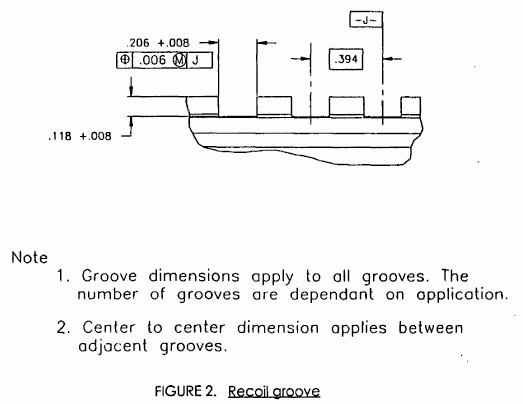
Lišta Picatinny v bokorysu; rozměry v palcích

Metrické rozměny

Picatinny lišta je montážní systém používaný na ručních střelných zbraních pro montáž optických zaměřovačů a dalšího příslušenství. Systém je označován také podle normy, která jej standardizuje jako MIL-STD-1913 rail, nebo STANAG 2324 (zkratka ze Standardization Agreement).

## Použití
Montážní lišty Picatinny (anebo i podobné lišty jiných typů) mohou být na zbraně montovány dodatečně, nebo mohou být i přímo součástí konstrukce zbraně.
Původní záměr bylo montovat na tyto lišty především optické zaměřovače, ale postupně bylo používáno pro montáž dalšího příslušenství. Příklady dalšího příslušenství montovatelného na lišty:
- přídavné rukojeti
- dvojnožky
- svítilny
- bajonet
- noktovizor
- očka na nosný popruh

Montážní lišta bývá nazývána také montážní rozhraní, nebo i anglickým pojmem rail.

## Historie
Předchůdcem lišt Picatinny je montážní systém Weaver. Jeho standardizací v normě MIL-STD-1913 byla vytvořena lišta Picatinny, která je podobná, ale v detailech se od lišty Weaver liší. Norma MIL-STD-1913 byla později upřesňována dalšími doplňky.

RIS (Rail Interface System) či RAS (Rail Accessory System) je v podstatě obdobné označení pro díly osazené armádní Picatinny lištou (MIL-STD-1913) nebo v civilním sektoru využívanou lištou pod názvem Weaver. 
Následně byl definován standard NATO (tzv. Standardizovaná lišta NATO) dle STANAG 4694. Tento standard vychází z Picatinny, definuje její rozměry v metrických mírách a stanovuje sevření montáže i na horní plochu railu. Tento standard také stanovuje větší počet rozměrů a v důsledku toho přináší větší přesnost výroby. 

## Seznam montážních systémů
Následný seznam montážních systémů není úplným výčtem. Některé z uvedených systémů jsou používány jen pro krátké zbraně.
- Weaver
- NATO
- RIS
- UIT
- KeyMod
- M-LOK